# Tipula (Eumicrotipula) dictyophora
Tipula (Eumicrotipula) dictyophora is een tweevleugelige uit de familie langpootmuggen (Tipulidae). De soort komt voor in het Neotropisch gebied.